# 玻利瓦尔县 (玻利维亚)

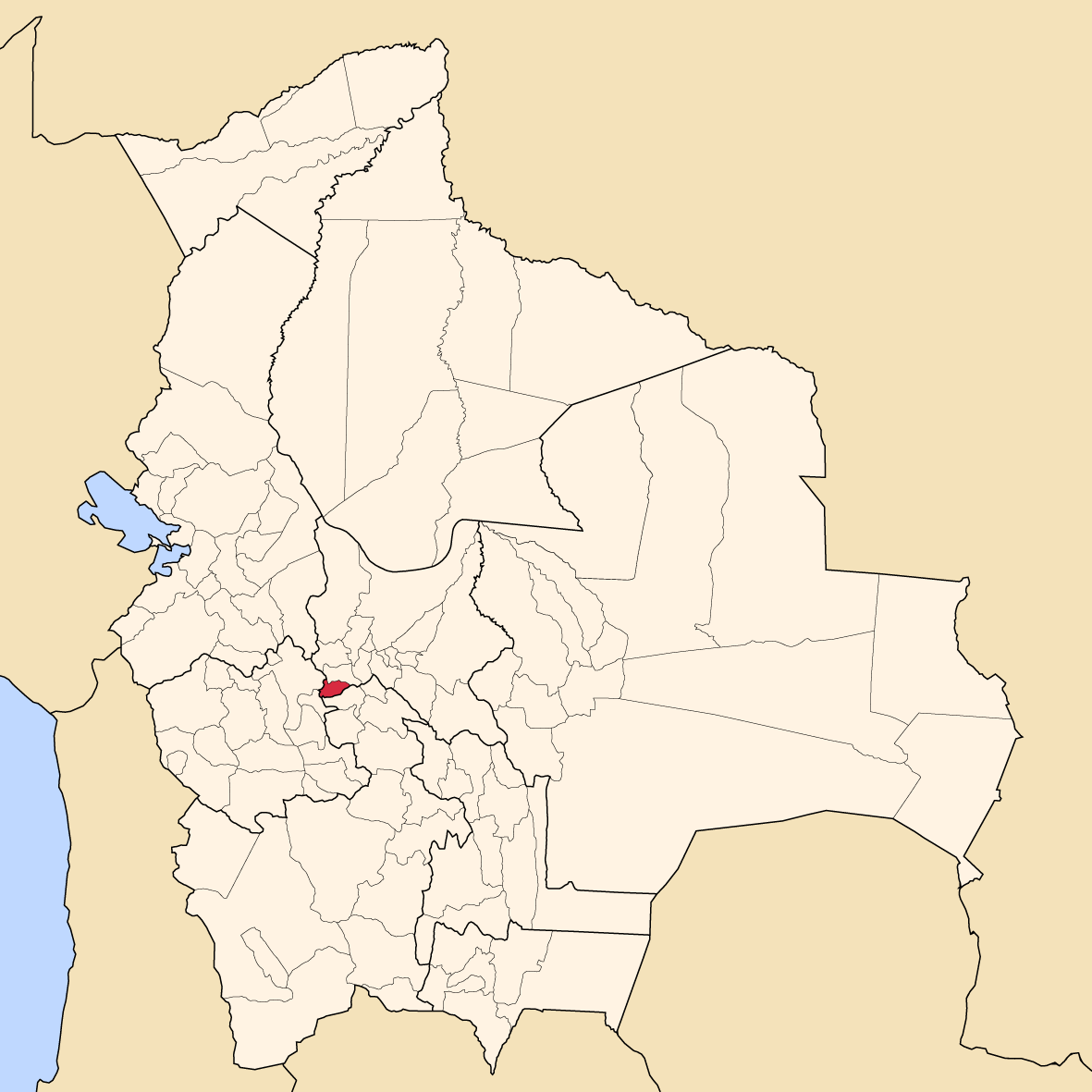

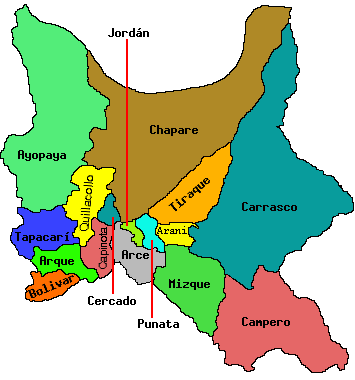

玻利瓦爾县（西班牙語：Provincia de Bolívar），是玻利維亞的县份，位於該國中部，屬於科恰班巴省的一部分，县府設於玻利瓦爾，面積413平方公里，2001年人口8,635，人口密度每平方公里20.9人。